# Hypaeus concinnus
Hypaeus concinnus là một loài nhện trong họ Salticidae.
Loài này thuộc chi Hypaeus. Hypaeus concinnus được Eugène Simon miêu tả năm 1900.